# Uvit
Uvit – bardzo rzadki minerał z rodziny krzemianów, będący odmianą turmalinu.
Nazwa pochodzi od miejsca odkrycia – prowincji Uva na Sri Lance.

## Właściwości
Krystalizuje w układzie trygonalnym. Posiada pryzmatyczny, tabularny i piramidalny pokrój. Tworzy skupienia wachlarzowate, masywne i promieniste tzw. słońca turmalinowe. Jest bogatą w żelazo i magnez odmianą turmalinu. Okazy o zabarwieniu zielonym czasami zawierają chrom i wanad. To minerał kruchy, przezroczysty do przeświecającego. Jest silnie piezo- i piroelektryczny.

## Odmiany
Uwit bogaty w fluor nazywany jest fluor-uvit. W 2010 roku został uznany za odrębny minerał przez IMA ze wzorem chemicznym Ca(Mg,Fe2+)3Al5Mg(BO3)3Si6O18OH)3F. Fluor-uvit występuje w przyrodzie znacznie częściej niż sam uvit.

## Występowanie
Bywa składnikiem niektórych skarnów i pegmatytów. Występuje w zmetamorfizowanych złożach magnezytu oraz w metamorficznych łupkach i marmurach. Towarzyszą mu tytanit, apatyt, magnezyt, cyrkon, kwarc, kalcyt, dolomit, tremolit, aktynolit, hematyt, skapolit. Występuje na Słowacji, w Kanadzie, USA (Kalifornia, New Hampshire, New Jersey, Connecticut, Nowy Jork), Birmie, Rosji (Zabajkale, południowa Jakucja), Chinach.

## Galeria

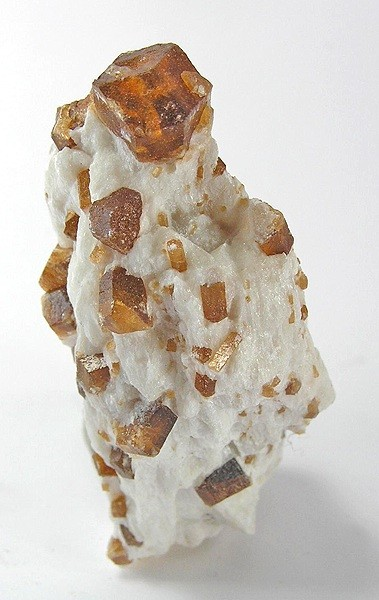
okaz w kolorze bursztynowym z Pakistanu
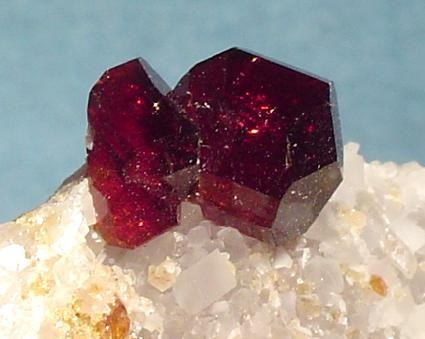
czerwony z magnezytem z Brazylii
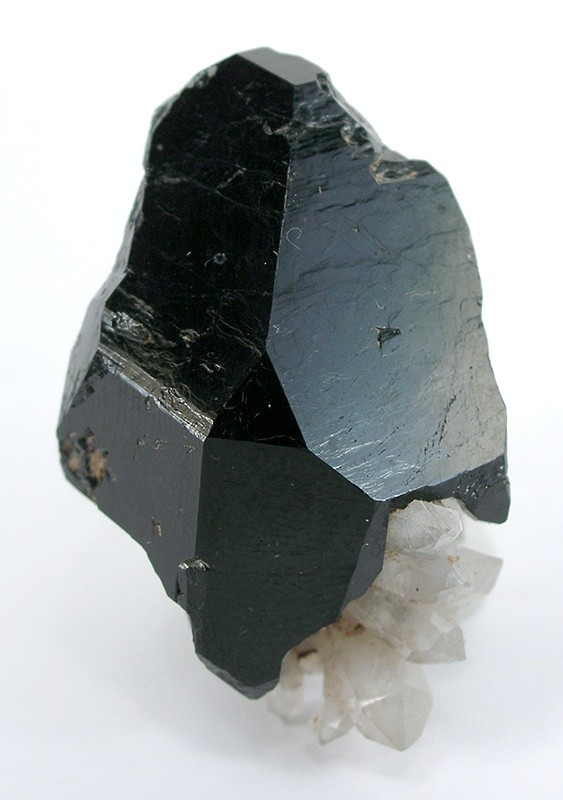
czarny uvit z Nowego Jorku
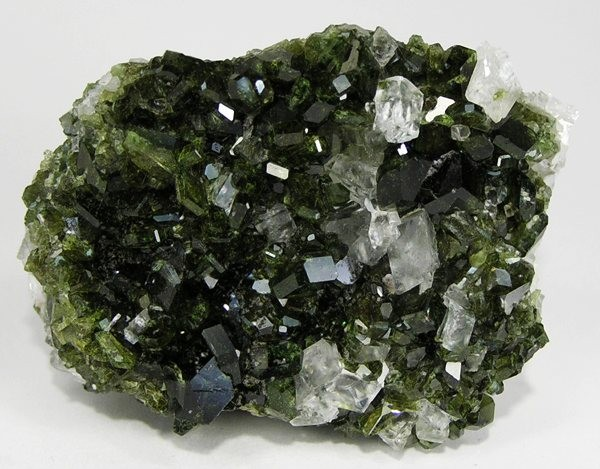
o zielonym zabarwieniu z Brazylii